# Limba feroeză
Limba feroeză (sau limba faroeză; Føroyskt mál) este o limbă aparținând grupului de limbi germanice. Este vorbită de circa 50.000 de vorbitori nativi din Insulele Feroe, 25.000 în Danemarca și 5.000 în Islanda.

## Istoric
De mult, limba vorbită în insulele feroeze a fost limba veche nordică de vest, pe care coloniștii norvegieni o aduseseră cu ei în epoca landnám care a început în 825 d.H., dar unii coloniști nu erau norvegieni get-beget, ci erau descendenți ai coloniștilor norvegieni din Marea Irlandei. În plus, unii coloniști norvegieni se căsătoreau deseori cu femei din Irlanda vikingă, Orkney sau Shetland înainte de a se stabili pe insulele feroeze sau în Islanda. Drept rezultat, limbile celtice au influențat atât feroeza cât și islandeza. De aceea, poate, feroeza are două cuvinte pentru „rață”: dunna (de la cuvântul din limba galică tunnag) pentru o rață de casă, și ont (de la cuvântul limbii nordice vechi ǫnd) pentru „rață” în general. (Acest exemplu a fost însă criticat de unii care zic că cuvântul vine de la dunna din limba nordică veche, care la rândul său vine de la *dusnō din limba proto-germană.) 

Alte exemple de cuvinte de origine celtică introduse de mult sunt "blak/blaðak" (zer) limba irlandeză bláthach; "drunnur" (coadă de animal) limba irlandeză dronn; "grúkur" (cap, păr de pe cap) limba irlandeză gruaig; "lámur" (mână, labă) limba irlandeză lámh; "tarvur" (bou) limba irlandeză tarbh; și "ærgi" (pășune]) limba irlandeză áirge.
Limba distinctă feroeză s-a dezvoltat între secolele al IX-lea și al XV-lea, dar era încă inteligibilă cu Limba veche nordică de vest. Probabil că era înrudită cu limba norn din Orkney și Shetland.
Până în secolul al XV-lea, limba feroeză avea o ortografie similară cu limbile islandeză și norvegiană, dar după reformația din Danemarca din 1536, domnitorii danezi au interzis folosirea ei în școli, biserici și documente oficiale. Locuitorii au continuat să folosească limba în balade, povestiri folclorice și viața de zi cu zi. Acest lucru a menținut o bogată tradiție orală, dar timp de 300 de ani limba feroeză nu a fost scrisă.
Acest lucru s-a schimbat când Venceslaus Ulricus Hammershaimb împreună cu gramaticianul și politicianul Jón Sigurðsson, au publicat un standard scris pentru limba feroeză modernă în 1854, care există și acum. Cu toate că acest lucru ar fi fost un prilej să creeze o ortografie pe deplin fonetică ca de exemplu cea a limbii finlandeze, au produs o ortografie consistentă cu ortografie limbii nordice vechi, ceea ce dă limbii scrise un aspect arhaic, ca cel al limbii islandeze. De exemplu, litera ð nu are un fonem specific atașat ei. În plus, cu toate că litera 'm' corespunde nazalei bilabiale ca de exemplu în limba engleză, ea corespunde și nazalei alveolare în cazul terminația -um [ʊn] în cazul dativ.
Ortografia lui Hammershaimb a întâlnit o oarecare opoziție datorită complexității sale, astfel că Jakob Jakobsen a inventat un sistem alternativ. Ortografia lui Jakobsen era mai apropiată de limba vorbită dar nu a fost niciodată adoptată de vorbitori.
În 1937 limba feroeză a înlocuit limba daneză ca limbă oficială în școli, în 1938 în biserici, iar în 1948 ca limbă națională prin lege. Totuși, feroeza nu a devenit limba cea mai folosită în massmedia și reclame înainte de anii 1980. Astăzi daneza este considerată o limbă străină, cu toate că cca. 5% a populației feroeze o învață ca limbă maternă și este materie obligatorie începând cu clasa a treia.

## Alfabetul

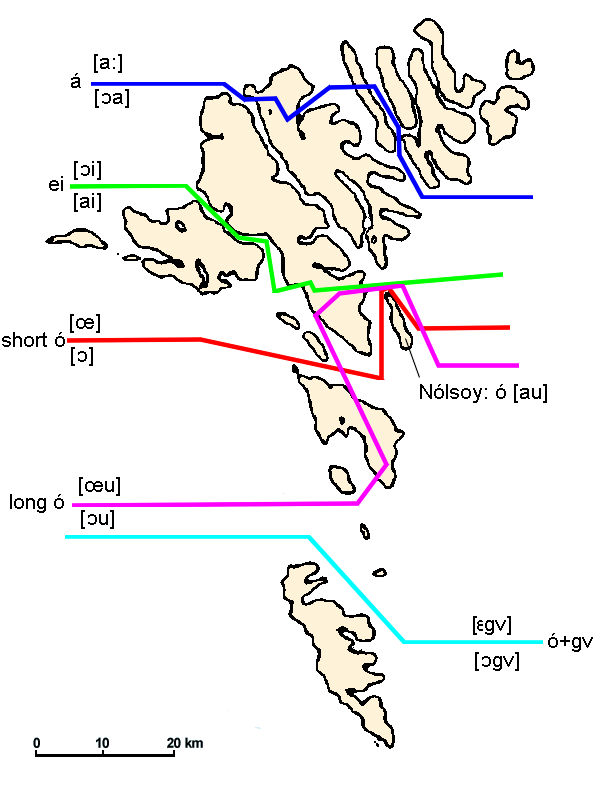
Izoglose feroeze

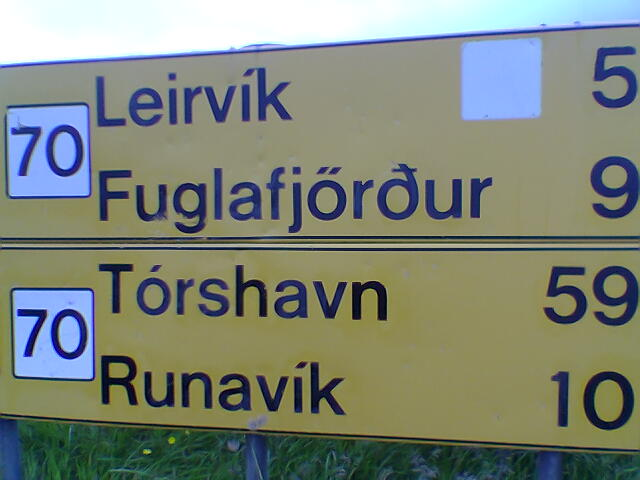
Exemplu de ő feroez

The Alfabetul feroez are 29 de litere derivate din Alfabetul latin:
| Majuscule (numite și litere mari) |   |   |   |   |   |   |   |   |   |   |   |   |   |   |   |   |   |   |   |   |   |   |   |   |   |   |   |   |
| A                                 | Á | B | D | Ð | E | F | G | H | I | Í | J | K | L | M | N | O | Ó | P | R | S | T | U | Ú | V | Y | Ý | Æ | Ø |
| Minuscule (numite și litere mici) |   |   |   |   |   |   |   |   |   |   |   |   |   |   |   |   |   |   |   |   |   |   |   |   |   |   |   |   |
| a                                 | á | b | d | ð | e | f | g | h | i | í | j | k | l | m | n | o | ó | p | r | s | t | u | ú | v | y | ý | æ | ø |

Note:
- Ð, ð nu poate fi la începutul unui cuvânt, dar poate fi cu majuscule în logouri sau pe hărți, de exemplu SUÐUROY (Insula de Sud).
- Ø, ø poate fi scris și ca Ö, ö în limbaj poetic, de exemplu Föroyar (Insulele Feroeze). În scrisul de mână Ő, ő sunt folosite pentru a distinge pe ø de ö. Versiuni mai vechi ale ortogarfiei foloseau atât ø cât și ö, ø fiind varianta lungă a literei ø iar ö echivalentul scurt. Deci a folosi ö în loc de ø este incorect, pentru că nu este aceași literă cu ø/ő.
- Nume de familie obișnuite în Insulele Feroeze sunt de exemplu Joensen, Johansen, Dam, Dalsgarð, iar ca nume de botez Johannis.
- Pe când C, Q, W, X și Z nu sunt găsite în limba feroeză, X a existat în versiuni mai vechi ale ortografiei Hammershaimbs, de exemplu „Saxun” în loc de „Saksun”.
- Pe când tastatura feroeză permite scrierea cu litere latine, englezești, daneze, suedeze, norvegiene, finlandeze etc., litera veche þ din limba veche nordică și islandeza modernă lipsește. În cuvinte feroeze este scrisă ca <t> sau ca <h>, iar când se transcrie un nume islandez se folosește <th>.